# Agathe Mella
Agathe Mella, née Léonie Marie Jacqueline Cordier le 1er septembre 1909 dans le 6e arrondissement de Lyon et morte le 6 août 2003 à Gaillon dans l'Eure, est une personnalité française de la radiophonie. Elle intègre la Radiodiffusion nationale après la Seconde Guerre mondiale et participe à la restructuration de la nouvelle Radiodiffusion-télévision française.

## Biographie
Agathe Mella épouse en 1935 à Neuilly-sur-Seine le Britannique Antoine (dit Tony) Mella, futur lieutenant dans la Résistance et dessinateur de la croix de la Libération ainsi que de la médaille de la Résistance française. Elle participera elle-même à la Résistance au sein de la radio.
Première femme responsable de la programmation à Paris Inter (1955-1968), Agathe Mella travaille notamment avec les producteurs Jean Chouquet, François Billetdoux, Jean Garretto, Jose Artur et Roland Dhordain. Pour ce dernier, « c'est grâce à elle que les pères fondateurs de France Inter purent faire aboutir leur projet ». En 1973, elle devient directrice de France Culture, première personnalité féminine à être nommée à ce poste. Elle travaille ensuite à l'ORTF, dans le domaine des affaires étrangères et, jusqu'en 2001, au service des cahiers d'histoire de la RTF, l'ORTF et Radio France.